# コイカル

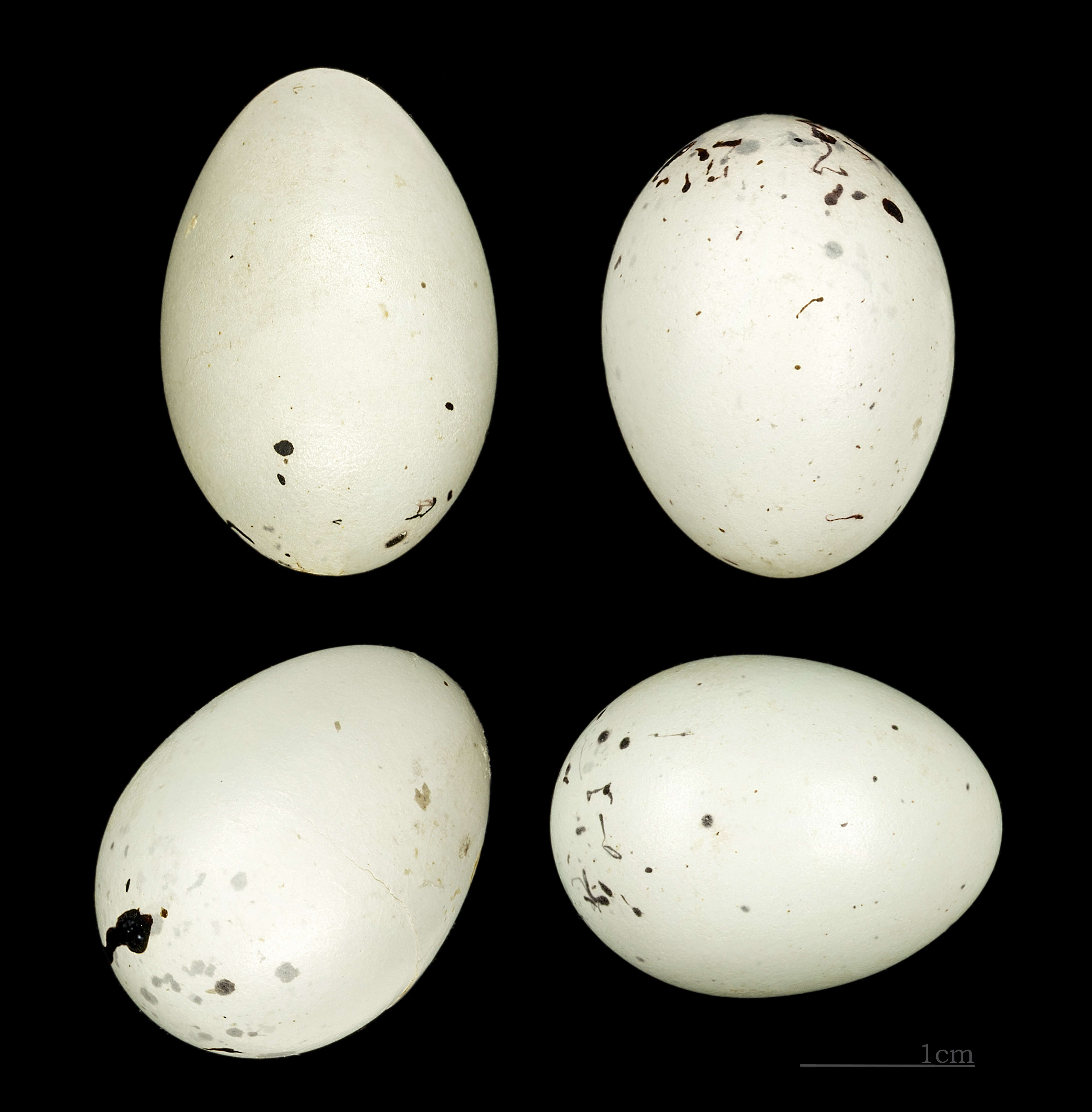
Eophona migratoria

コイカル（小斑鳩、小鵤、学名：Eophona migratoria）は、スズメ目アトリ科に分類される鳥類の一種である。

## 分布
ロシア東部の沿海州方面から朝鮮半島、中国東北部および中部で繁殖し、冬季は中国南部からベトナム北部に渡り越冬する。
日本では、旅鳥または冬鳥として本州の中部以南に渡来するが、数はそれほど多くない。熊本県と島根県で繁殖の記録がある。

## 形態
全長は約19cm。太く黄色い嘴を持つなどイカルと似ているが、一回り小さい。雄成鳥は額から顔、喉にかけてと、風切羽の一部が光沢のある濃い紺色で、体の上面は灰褐色、下腹から下尾筒は白い。初列風切羽の先端は白い。脇は橙褐色で体の下面は灰褐色に淡い橙色をおびる。雌成鳥は頭部が黒くなく暗灰褐色である他は、雄と羽色は似ている。

## 生態
平地から山地の落葉広葉樹林に生息する。都市の公園林で見かけることもある。
イカルと同様に、波状に上下に揺れるように飛翔する。
地鳴きはイカルより濁っており、「ギョッ」「ギョッ」と聞こえる。さえずりはイカルと似ている。

## 保全状態評価
- LEAST CONCERN (IUCN Red List Ver. 3.1 (2001))